# Plzeňské povstání (1945)
Plzeňské povstání bylo ozbrojeným vystoupením obyvatel Plzně proti německým okupantům v závěru druhé světové války. Bylo lokální částí Květnového povstání českého lidu, které zasáhlo nejen samotnou Plzeň, ale i blízké plzeňské okolí. Povstání vypuklo v časných ranních hodinách 5. května 1945. Do čela povstání se postavil plzeňský Revoluční národní výbor reprezentovaný plukovníkem Jindřichem Krejčíkem, velitelem plzeňské odbojové organizace 2. lehká tajná divize. Do povstání se zapojily všechny odbojové organizace z Plzně i blízkého okolí.
Plzeňské povstání ukončil příjezd amerických vojáků Třetí armády generála Pattona v ranních hodinách 6. května 1945, kteří zlikvidovali poslední odpor některých německých fanatiků. Díky práci plzeňských povstalců a zájmu německých vojáků dostat se do amerického zajetí nedošlo v Plzni k většímu krveprolití a většina německých vojáků vyčkala příjezdu americké armády v kasárnách.
Americké 16. obrněné divizi velel brigádní generál John L. Pierce. Oddílu Combat Command B, který do Plzně dorazil jako první, velel plukovník Charles Noble.